# Szózat

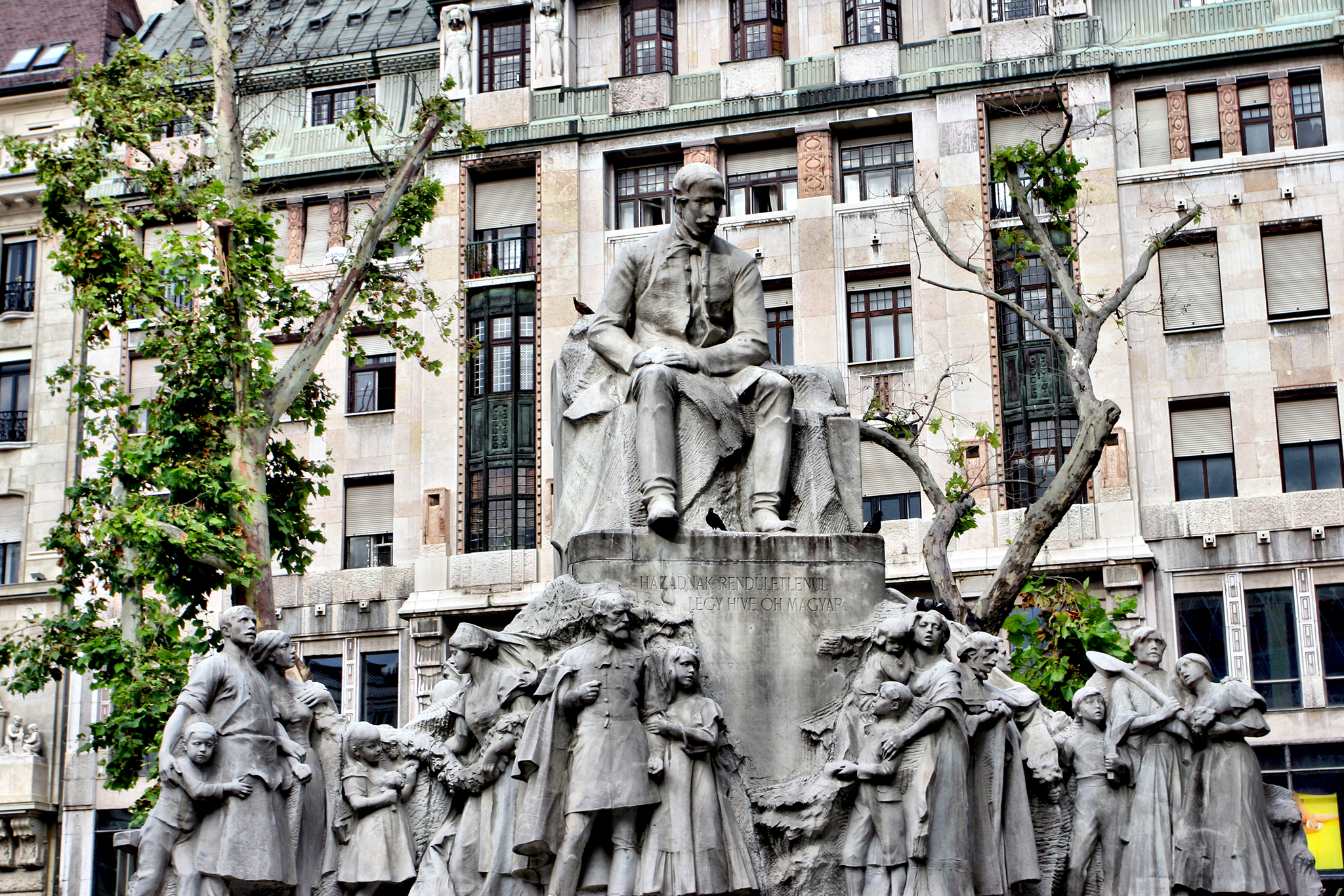
O monumento a Vörösmarty em Budapeste apresenta as primeiras linhas do Szózat

O Szózat ("O Apelo") é uma canção patriótica húngara. De facto, é considerado "o segundo hino nacional" da Hungria, ao lado de Himnusz, o qual é um símbolo de estado definido pela constituição.

## Comparação comHimnusz
O título da obra de Vörösmarty define a situação: é um discurso, uma oração de um contador de histórias (o poeta) ao povo húngaro. Embora o Szózat de Vörösmarty aborde pensamentos semelhantes aos poemas de Ferenc Kölcsey, mesmo continuando sua linha de pensamento, sua entonação é totalmente diferente. Himnusz (Hino) é uma oração, mas Szózat atua mais como um discurso, dirigindo-se ao ouvinte/leitor pelo narrador no papel de orador. Além disso, como uma oração, Himnusz torna-se quase uma súplica pelo último verso, enquanto Szózat é muito mais edificante, inabalável, inspirador de patriotismo e lealdade. No entanto, também leva em conta as preocupações de Himnusz, vê a morte da nação como uma possibilidade: "Ou virá, se for preciso, A morte gloriosa". Ao mesmo tempo, considera possível a chegada de uma era melhor: “Ainda chegará... aquele dia melhor e mais justo”. O poema trata do passado em três e do futuro em seis versos.

## Letra
| Oficial Hazádnak rendületlenűl Légy híve, oh magyar; Bölcsőd az s majdan sírod is, Mely ápol s eltakar. A nagy világon e kívül Nincsen számodra hely; Áldjon vagy verjen sors keze: Itt élned, halnod kell. Ez a föld, melyen annyiszor Apáid vére folyt; Ez, melyhez minden szent nevet Egy ezredév csatolt. Itt küzdtenek honért a hős Árpádnak hadai; Itt törtek össze rabigát Hunyadnak karjai. Szabadság! itten hordozák Véres zászlóidat, S elhulltanak legjobbjaink A hosszú harc alatt. És annyi balszerencse közt, Oly sok viszály után, Megfogyva bár, de törve nem, Él nemzet e hazán. S népek hazája, nagy világ! Hozzád bátran kiált: "Egy ezredévi szenvedés Kér éltet vagy halált!" Az nem lehet hogy annyi szív Hiába onta vért, S keservben annyi hű kebel Szakadt meg a honért. Az nem lehet, hogy ész, erő, És oly szent akarat Hiába sorvadozzanak Egy átoksúly alatt. Még jőni kell, még jőni fog Egy jobb kor, mely után Buzgó imádság epedez Százezrek ajakán. Vagy jőni fog, ha jőni kell, A nagyszerű halál, Hol a temetkezés fölött Egy ország vérben áll. S a sírt, hol nemzet sűlyed el, Népek veszik körűl, S az ember millióinak Szemében gyászköny űl. Légy híve rendületlenűl Hazádnak, oh magyar: Ez éltetőd, s ha elbukál, Hantjával ez takar. A nagy világon e kivűl Nincsen számodra hely; Áldjon vagy verjen sors keze: Itt élned, halnod kell. Escrito por Mihály Vörösmarty | Tradução À sua terra natal sem falta Seja fiel, ó húngaro! É seu berço e será seu túmulo Que amamenta e enterrará você. No grande mundo fora daqui Não há lugar para você Que a mão da fortuna o abençoe ou o derrote Aqui você deve viver e morrer! Este chão em que tantas vezes O sangue de seus pais fluiu Este, ao qual, todo nome sagrado Mil anos se uniram. Aqui lutou por casa o herói As hostes de Arpad Aqui quebrou o jugo do prisioneiro Os braços de Hunyadi. Liberdade! Aqui é carregado Seu estandarte sangrento E nossos melhores foram derrubados Durante a longa guerra. E através de tanta má sorte Depois de muitas rixas, Embora esgotado, mas não quebrado A nação vive nesta pátria. E lar das nações, grande terra! Grita bravamente para você: "Mil anos de sofrimento exige vida ou morte!" Não pode ser que tantos corações Inutilmente derramaram seu sangue E em vão, tantos fiéis corações Estavam partidos pela pátria. Não pode ser que a mente, possa E uma vontade tão santa Seria inútil murchar Sob o peso de uma maldição. Ainda precisa vir, ainda virá Uma era melhor, pela qual Oração fervorosa anseia Nos lábios de centenas de milhares. Ou virá, se tiver que vir A morte gloriosa Onde acima do funeral Uma nação chafurda em sangue. E o túmulo, onde a nação está se abaixando, Nações cercam E nos milhões de pessoas Olhos, uma lágrima de poços de luto. Seja fiel, sem falta À sua pátria, ó húngaro: Este é o seu socorro, e se você cair Com seu túmulo ele o cobre. No grande mundo fora daqui Não há lugar para você Que a mão da fortuna o abençoe ou o derrote Aqui você deve viver e morrer! Tradução de uma versão inglesa de Laszlo Korossy |